# Rocky Ripple
Rocky Ripple est une municipalité située dans le comté de Marion, dans l’État de l'Indiana, aux États-Unis. Lors du recensement de 2020, elle comptait 655 habitants.